# آمونیوم پرمنگنات
آمونیوم پرمنگنات (به انگلیسی: Ammonium permanganate) با فرمول شیمیایی NH۴MnO۴ یک ترکیب شیمیایی است. که جرم مولی آن ۱۳۶٫۹۷۴ g/mol می‌باشد. 